# Inmunidad social
El término de inmunidad social se refiere a cualquier defensa antiparasitaria establecida para el beneficio de otros individuos en lugar del que genera la acción. Para los parásitos, el contacto frecuente, la densidad poblacional alta y la variabilidad genética baja hace que los grupos sociales de organismos sean objetivos prometedores para la infección: esto ha producido la evolución de los mecanismos colectivos y cooperativos en contra de los parásitos que previenen tanto el establecimiento como la reducción del daño de enfermedades entre los miembros de los grupos. Los mecanismos de inmunidad social van desde la prevención de enfermedades, como que el escarabajo enterrador esparza sus cadáveres con antimicrobianos o termitas fumigando sus nidos con naftalina, hasta las defensas activas vistas en el encarcelamiento de escarabajos parasíticos por las abejas o por las hormigas pequeñas cortadoras de hojas que invaden las hojas de los trabajadores grandes para combatir las moscas parasitoides. Mientras muchos mecanismos específicos de inmunidad social han sido estudiados por un tiempo en aislamiento relativo (e.j. la "medicación colectiva" encontrada en hormigas de la madera), fue hasta que la publicación de 'Inmunidad social' hecha en el 2007 por Sylvia Cremer et al. en la revista científica Current Biology apareció que el tema se consideró seriamente en su plenitud, en un sentido conceptual y de evolución. El trabajo empírico y teórico en la inmunidad social continua revelando no solamente un nuevo mecanismo de protección sino implicaciones para nuestro entendimiento de la evolución grupal y poliándrico, así como el tener consecuencias para nuestro conocimiento general del origen de los sistemas regulatorios complejos.

## Definición
Sylvia Cremer (después en la Universidad de Ratisbona) dio la primera definición de inmunidad social en su crucial publicación del 2007 en la revista Current Biology titulado 'Inmunidad Social', la definición que impuso decía que era la "acción colectiva o los comportamientos altruistas de individuos infectados que benefician de la colonia" antes de establecer un marco conceptual por pensar acerca del tema usando ejemplos de primates o insectos eusociales. La definición de Cremer se enfocaba en los beneficios colectivos de los comportamientos y fue adoptada por otros ecólogos del comportamiento (ej. Wilson-Rich 2009) cuando describió el fenómeno inmune el cual era contingente en la acción de múltiples individuos. Cremer desarrolló una serie de comparaciones entre los sistemas inmunes personales y sociales—ella explicó que su definición de inmunidad social abarcaba "la naturaleza de estas defensas que no podían ser desarrolladas de manera eficiente por individuos únicos, sin embargo dependían estrictamente de la cooperación de al menos dos individuos". No obstante, en el 2010, Sheena Cotter y Rebecca Kilner (ambas en la Universidad de Cambridge) propusieron ampliar la definición de inmunidad social a "cualquier tipo de respuesta inmune que haya sido seleccionada para incrementar la adecuación biológica de uno o más receptores", y recomendaron que el fenómeno descrito por Cremer fuera conocido como inmunidad colectiva. Esta definición impone una importancia grande en el origen evolutivo de los comportamientos en lugar de resaltar su rol funcional en la actualidad; Cotter y Kilner explicaron que su amplia definición incluiría comportamientos inmunes tanto en familias de animales y microbios sociales así como en situaciones en donde la inmunidad de grupo exista dada la inversión en la inmunidad personal, argumentando que esto le permite a las investigaciones acerca de la evolución de la inmunidad social tener una "mayor profundidad que no se alcanzaría de otra manera". Ellas más tarde sugirieron que la evolución de la inmunidad social fuera vista como una de las mayores transiciones en la evolución. Joël Meunier (Universidad de Maguncia) propuso una redefinición en una publicación del 2015 en el rol que tiene la inmunidad social en la evolución de los grupos vivos, sugiriendo que la definición de Cotter y Kilner podía abarcar de manera problemática las defensas inmunes que surgen no por ser resultado de la vida social sino por ser resultado del compartir la misma localización; Meunier define un sistema de inmunidad social como "cualquier mecanismo colectivo y personal que haya surgido y/o sea mantenido al menos en parte por la defensa contra los parásitos que se provee a otros miembros de un grupo".

## Mecanismos
Ante la exposición a un parásito, los miembros de un grupo deben evaluar la amenaza que esto posee y el nivel actual de la infección en la colonia para así saber responder adecuadamente. Los mecanismos de inmunidad social son comúnmente categorizados por la etapa del ataque parasítico en un grupo de organismos que son su meta. Algunos mecanismos son profilácticos (ej, los escarabajos enterrador esparciendo sus cadáveres con antimicrobianos o termitas fumigando sus nidos con naftalina) mientras que otros son activados en respuesta de un reto parasítico (ej. el encarcelamiento de los escarabajos parasíticos por las abejas o por las hormigas pequeñas cortadoras de hojas que invaden las hojas de los trabajadores grandes para combatir las moscas parasitoides).

### En insectos
Para que un parásito tenga éxito en infectar a múltiples miembros de un grupo de insectos, debe completar 3 labores:
1. El parásito debe ser llevado del ambiente exterior al nido a este mismo.
2. El parásito debe establecerse en el nido.
3. El parásito debe multiplicarse y esparcirse a muchos más insectos del grupo.

De este modo, los mecanismos de inmunidad social comúnmente se categorizan por las etapas que obstaculizan y/o bloquean.
Los niveles de sociabilidad en todas las clases de insecta van desde las especies eusociales (con el cuidado cooperativo de las crías, traslapando generaciones en una colonia de adultos y una división de labores en castas reproductivas y no reproductivas) al vivir de manera solitaria, con muchos sistemas intermediarios entre uno y otro, lo cual a pesar de la falta completa de eusociabilidad aún pueden exhibir cuidado parental o cohabitación en el nido. Sistemas diferentes de organización social alteran tanto la posibilidad y la razón costo-beneficio de los mecanismos de inmunidad social (ej. el resguardar la entrada al nido requiere tanto la división de labores, mientras que el acicalado social apenas requiere interacciones conductuales), aunque la ausencia de muchos comportamientos registrados en la taxa eusocial de la taxa no social pueden ser producto de una falta de estudio de los sistemas de inmunidad social de estos grupos. Por ejemplo, parece plausible que los insectos viviendo en común con sitios de anidación pudieran evolucionar para remover cadáveres conespecíficos del nido o para aislar un miembro infectado de un grupo - y aun así estos comportamientos (y muchos más) han sido reportados en especies eusociales. Alternativamente puede ser el caso que mientras las tres condiciones de eusociabilidad no sean prerrequisitos para la emergencia de estos comportamientos, las consecuencias secundarias de la eusociabilidad sean quizá que los grandes números de individuos el colonias eusociales aumentan la eficiencia de defensas colectivas de anti-parásitos y así su emergencia empieza a ser seleccionada; o quizá la preponderancia de los individuos no reproductivos es un conductor necesario para la evolución de estos comportamientos, como cuando en una colonia atacada por un parásito ellos solo pueden incrementar su adaptabilidad indirecta por medio de la inmunidad social dirigida a las crías de la reina.
La falta de defensas colectivas en alguna taxa eusocial también muestra que la inmunidad social puede no ser siempre adaptable (dado que la historia de la vida cuesta o la ineficacia en contra de alguna estrategia poco eficiente de un parásito), y que la vida en un grupo no necesita la expresión de algún séquito en particular en los mecanismos de inmunidad social. Por ejemplo, las termitas trabajadoras (Zootermopsiss angusticollis) no discriminan entre los conespecíficos infectados y no infectados, las colonias de las hormigas faraón (Monomorium pharaonis) deciden moverse a los nidos infectados en lugar de los que no lo están y las hormigas de madera reinas (Formica paralugubris) no se repugnan, si no son atraídas por los hábitats contaminados con hongos entamopatogénicos.

#### Inhibición del consumo parasítico en el nido

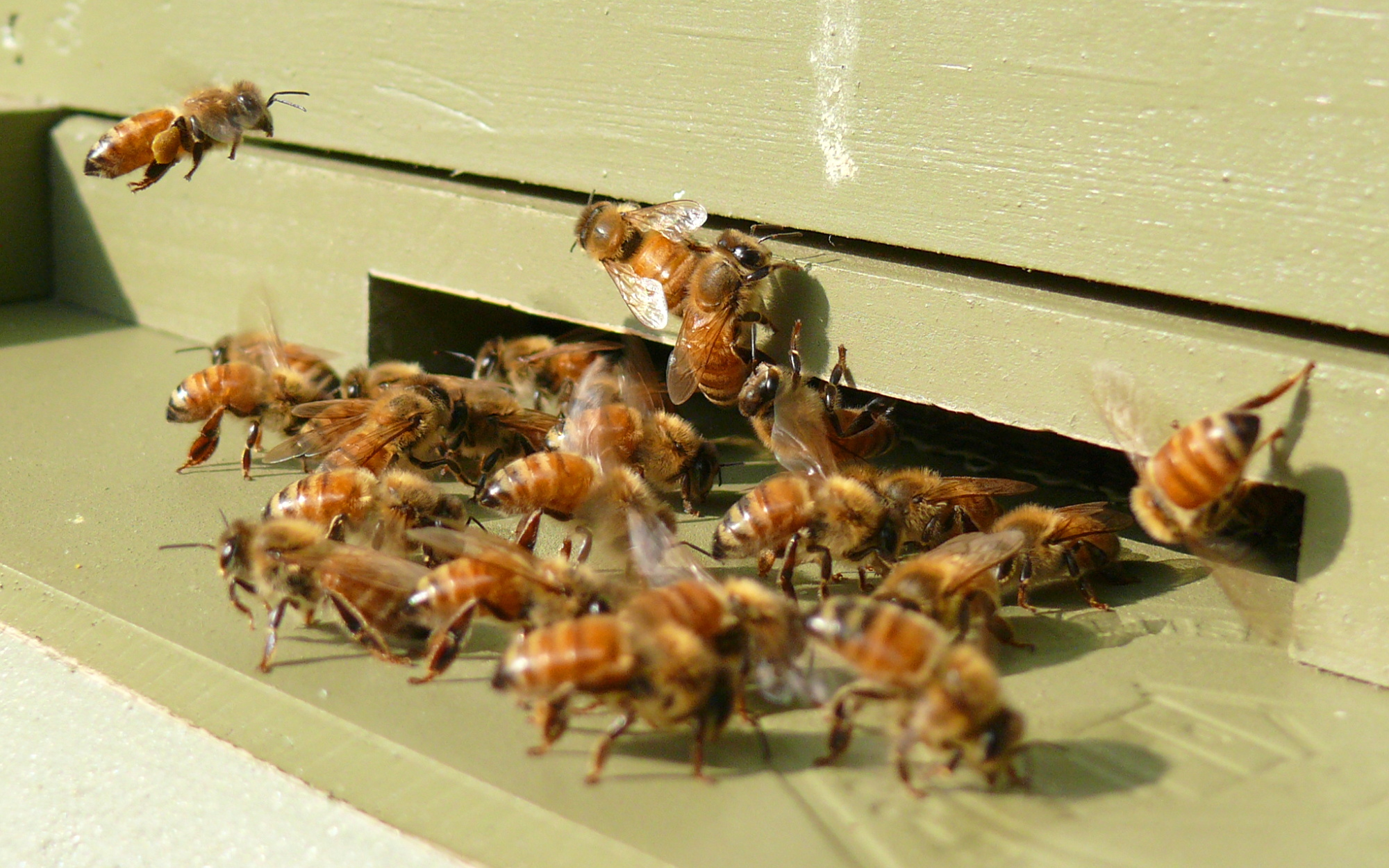
La entrada a una colmena de abejas italianas (Apis mellifera ligustica)— las abejas fronterizas están resguardando la entrada.

Un parásito puede ser transportado pasivamente a un nido por un miembro de un grupo o puede buscar activamente por el nido; una vez dentro, la transmisión de parásitos puede ser vertical (de la colonia materna a la hija en la siguiente generación) u horizontalmente (entre colonias). En los insectos eusociales, la defensa más frecuente contra el consumo de un parásito en el nido es prevenir la infección durante y/o después del forrajeo, y un rango amplio de mecanismos activos y profilácticos han evolucionado con este fin.

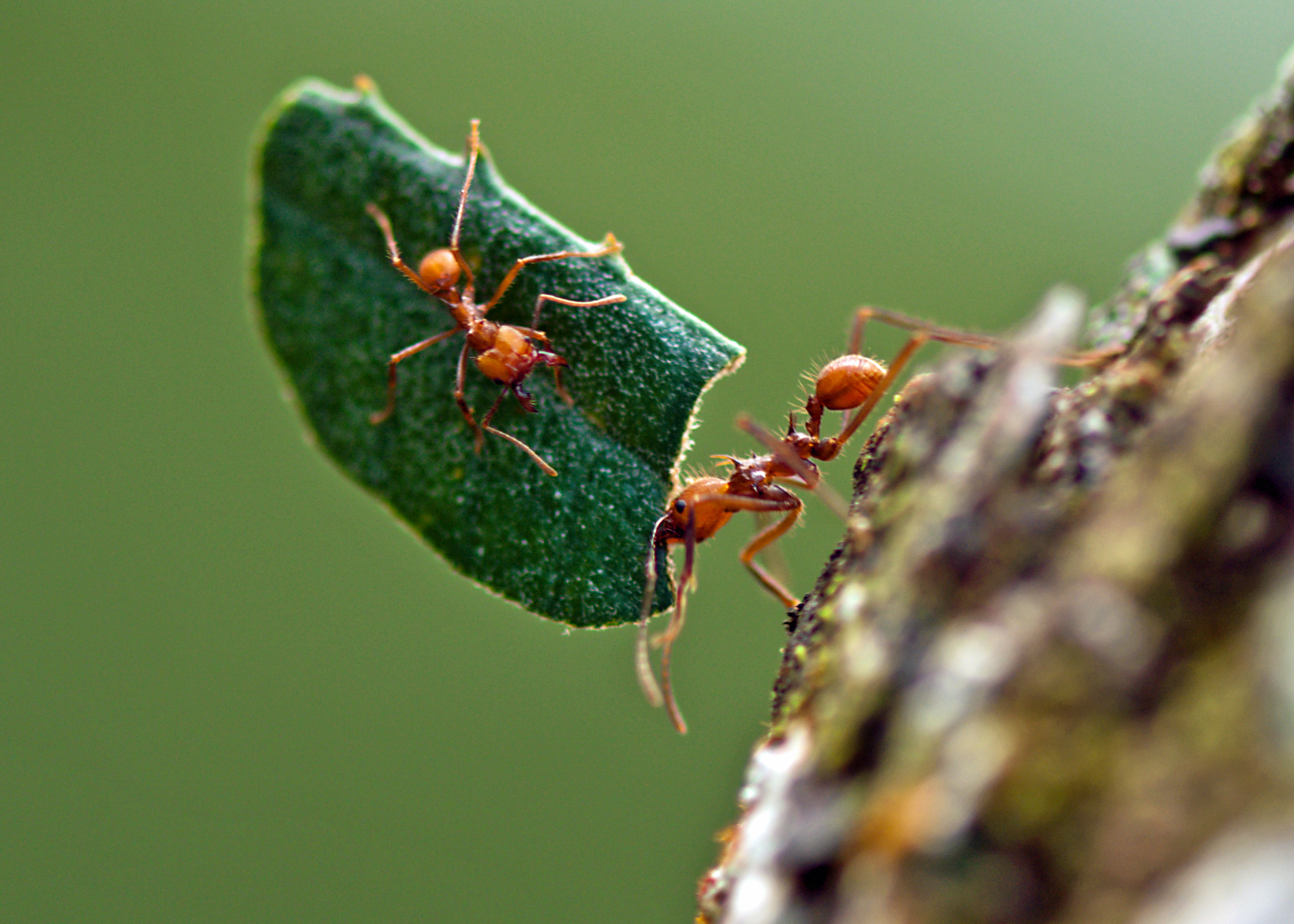
Dos hormigas cortadoras de hojas del género "Atta", una invadiendo.

- Las abejas (Apis) protegen el nido no solo de los depredadores, pero de los parásitos también—[1][2]  las abejas infectadas con un síndrome que consta en no tener pelo negro son atacadas por abejas sanas que mastican vigorosamente con sus mandíbulas sobre los exoesqueletos de las abejas infectadas.[7] En un estudio, los ataques duraron hasta 478 segundos (con un promedio de 62 segundos) con niveles totales de comportamiento cíclico en el ataque (los niveles más altos fueron entre las 12:00 y las 16:00 horas cada día, teniendo un clímax de cada 4-12 días).[7] Las abejas infectadas con el virus de parálisis crónica son sujetas a un nivel mayor de comportamientos agresivos que los que se tendrían con intrusos o compañeros de la colmena.[8]
- Las hormigas trabajadoras del grupo de hormigas cortadoras de hojas que llevan fragmentos de hojas de regreso al nido están en riesgo de ataque por moscas fóridas parasitoides, las cuales comúnmente aterrizan en fragmentos de hojas y ovipositan (ponen huevos) sobre las cabezas de las hormigas.[9] Para combatir esto, pequeñas hormigas trabajadoras (minims) en al menos siete especies de Atta invaden las hojas, disuadiendo el ataque parasítico.[6] Muchas posibles funciones adicionales de la invasión han sido propuestas, algunas son pertinentes de la inmunidad social; existe evidencia de que la función primaria de la invasión de las pequeñas hormigas es el inspeccionar y limpiar los fragmentos de hojas antes de entrar en la colonia, removiendo así los parásitos microbianos y los contaminantes.[6]
- Los recolectores individuales también pueden evitar el tener parásitos eludiendo los hábitats contaminados, como la termita subterránea Reticulitermes tibialis que evita las fuentes de comida contaminadas con el nematodo Steinernema feltiae.[10] Otra termita, Macrotermes michaelseni, evita el hongo entompatógeno Metarhizium anisopliae y  Beauveria bassian y su rechazo está correlacionado positivamente con la virulencia de hongos particulares (hongos muy virulentos inducen repele a cierta distancia).[11]
- Similarmente, los individuos pueden inhibir el tener un parásito absteniéndose de consumir conespecíficos infectados. Las hormigas argentinas (Linepithema humile) y las hormigas de milpa (Lasius alienus) detectan un factor químico disuasivo de hormigas producido por una bacteria entamopatógena y así evitan a los cadáveres infectados;[12] R. tibalis no es caníbal de conespecíficos infectados con M. anisopliae.[13]

La aversión al consumir o estar en contacto con material contaminado también existe en especies presociales, ej. los saltamontes de fase gregaria migratoria Melanoplus sanguinipes evitan el consumo de cadáveres conespecíficos infectados por hongos entomoparasíticos. Los escarabajos enterrador hembra (Nicrophorus vespilloides) escogen cadáveres frescos en lugar de los degradados y cubiertos por microbios para reproducirse- aunque esto puede que haya evolucionado para permitir una reducción en la competencia postincubación entre los jóvenes y microbios que quieren los cadáveres.
Actualmente es incierto si estos comportamientos repelentes evolucionaron y/o son mantenidos debido a las interacciones sociales - el incremento en la adaptabilidad directa que cuando evita materiales contaminados significa que se requiere de más investigación para descartar la adaptabilidad indirecta que se beneficia de la directa.

#### Inhibición del establecimiento del parásito en el nido
Una vez que el parásito ha entrado en el nido, las colonias deben ahora prevenir el establecimiento del parásito - esto es particularmente importante para las sociedades longevas que acumularían una carga grande de parásitos si no se hace algo al respecto. En insectos eusociales, los mecanismos más comunes para detener el establecimiento involucran el desinfectar el nido e integrar sustancias con actividad antimicrobiana en el material del nido - comportamientos higiénicos del nido. Por ejemplo:  
- En el linaje de las hormigas, la glándula torácica y la glándula metatorácica, son antimicrobianos únicos que han evolucionado.[15] Sus secreciones acídicas tienen actividad antimicrobiana y antimicótica empleadas por las hormigas para protegerse (inmunidad personal) y a las hormigas adultas, así como las crías vulnerables y el sustrato del nido.[16] Se ha observado que en las hormigas cortadoras de hojas y las hormigas tejedoras, las camada que es criada por adultos con glándulas antimicrobianas que no funcionan son más susceptibles al hongo Metarhizium, además el material del nido cuidado por las hormigas trabajadoras que tienen glándulas microbianas no funcionales es más probable que le crezcan hongos.[16] La termita subterránea de Formosa (Coptotermes formosanus) fumiga su nido usando naftalina (conocido por los humanos como el ingrediente principal en pesticidas) y agentes antisépticos para inhibir el crecimiento parasítico en el nido y su establecimiento,[17] mientras que los gránulos fecales de la termita de madera mojada (Zootermopsis angusticollis) inmediatamente disminuye la tasa de germinación de la espora M. anisopliae cuando se depositan en las galerías y cámaras del nido.[18] La hormiga de madera (Formica paralugubris) incorpora resina de conífera sólida en su nido (hasta 7g de resina por litro de material del nido), lo que inhibe el crecimiento de bacterias y hongos.[19] Los terpenos en la resina de la conífera proporciona actividad antimicrobiana,[19] así como lo hacen las secreciones antimicóticas en las termitas Nasutitermes.[20] Una hormiga gigante (Camponotus gigas) cargando un conespecífico muerto.

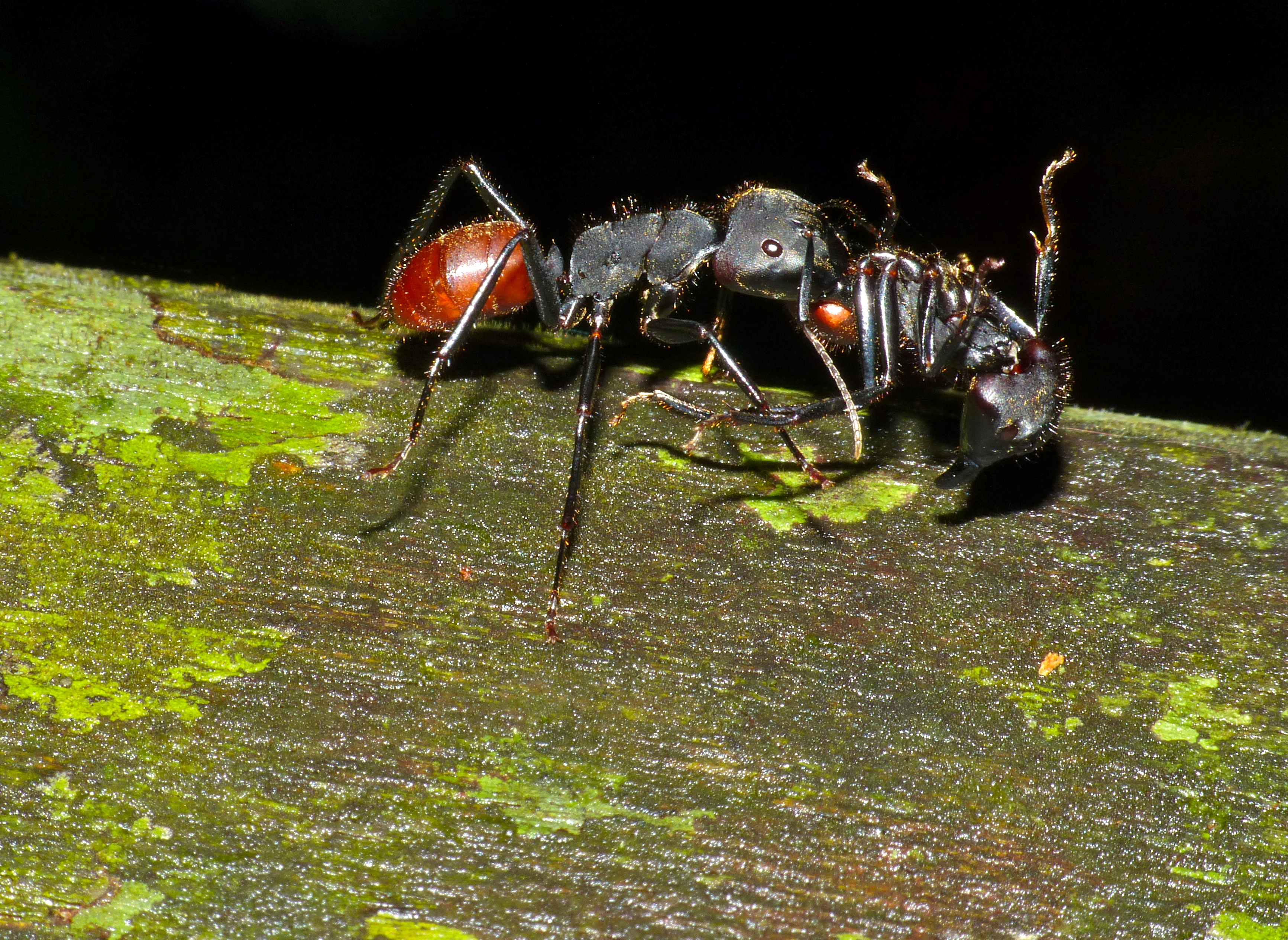
Una hormiga gigante (Camponotus gigas) cargando un conespecífico muerto.

- Los cadáveres de miembros de un grupo que murieron por una enfermedad infecciosa presentan un riesgo a la salud de la colonia (una muerte en un ambiente natural a causa de una enfermedad es mucho más común que una muerte por edad): un mecanismo que ha evolucionado para ayudar a neutralizar este riesgo es la necroforesis, la eliminación de cadáveres del nido por los trabajadores.[21] 'Pilas de rechazo' o 'cementerios' son características comunes en las colonias de hormigas, y las hormigas trabajadoras remueven los cadáveres (sin que pase una hora de la muerte) a estas pilas después de detectar señales de muerte en la química de los hidrocarbonos de la cutícula.[22][23] El depósito de los cadáveres tiende a estar en pendientes descendientes, lo cual ahorra la energía de las hormigas trabajadoras en el transporte del cuerpo así como previene que la lluvia regrese los cuerpos a la colonia - comportamientos necroforéticos son diferentes de la respuesta de las hormigas a objetos extraños inanimados ya que los cadáveres son transportados más rápido y más lejos.[22][24] Al sacar los cadáveres del nido a la luz la radiación ultravioleta puede matar esporas micóticas emergentes;[24] Atta transportan los cadáveres a cámaras de rechazo especiales en lugar de sacarlos al ambiente. Las hormigas Temnothorax lichtensteini  remueven los cadáveres de hermanas hormigas como lo dice antes, pero entierran cadáveres nuevos y extraños dentro del nido - mientras uno o varios individuos 'deciden' transportar o enterrar el cadáver, hasta 25 hormigas trabajadoras se involucran después en cargar un cadáver.[25] La termitas comúnmente entierran y son caníbales con el cadáver:[24] cuando las colonias C. formosanus son infectadas con M. anisopliae, la necrofagía es común cuando la porción de individuos muertos en un área es baja (15%), sin embargo cuando incrementa la mortalidad, incrementa el comportamiento de enterrar los cadáveres hasta un 75%- 80% de mortalidad en el que los cadáveres son numerosos para que los trabajadores les dieran entierro y rondas secundarias de infección provocada por M. anisopliae era posible.[26] Las termitas ocasionalmente remueven a las muertes del nido pero esto no es común (dejar el nido del todo es muy raro); cámaras de rechazo o cementerios no han sido observados.[24] La investigación de comportamientos similares en abejas se ha concentrado en la abeja mielera (Apis meliffera): del 1% al 2% de la colonia son abejas enterradoras, especializadas en remover los cadáveres: ellas inspeccionan a los cadáveres con sus antenas antes de dejarlos rápidamente fuera del nido.[24][27]
- Los deshechos son removidos continuamente y depositados en pilas de rechazo como fue mencionado con anterioridad (o incluso por algunas hormigas Atta en los ríos).[2] La división de labores en hormigas cortadoras de hojas Acromyrmex echinatior incluyen individuos que trabajan casi exclusivamente en el manejo de deshechos: material residual (excremento, deshechos de comida, etc.) frecuentemente tiene Escovopsis (un micro hongo que es parasítico en el hongo A. echinatior) así como otros parásitos, de esta manera la separación espacial desde los deshechos del jardín de hongos y un ambiente amplio del nido es de fundamental importancia.[28] Esto se alcanza mediante el depósito del material residual en pilas colina abajo o en alguna cámara de rechazo subterránea exclusiva.[28] El manejo de deshechos distintivo también existe en Atta cephalotes y Atta colombica. El riesgo de las hormigas trabajadoras que manejan los desechos de contaminar el nido o jardín de hongos es disminuido por otras hormigas atacantes si tratan de entrar el nido, mientras los ataques son más frecuentes en las especies con cámaras de rechazo internas (esto fortalece la división de labores).[29][30] Por otra parte, algunas especies retienen excreta y/o exudados en el nido para utilizarlo en propósitos antiparasíticos: C. formosanus emplea sus heces como material para la construcción del nido, el uso de material fecal promueve el crecimiento de Actinobacteria con actividad antimicrobiana natural (ej. Streptomyces), combatienfo parásitos de hongos como M. anisopliae.[31] Miembros de la colonia del abejorro común (Bombus terrestris) se defienden contra el parásito virulento Crithidia bombi mediante el consumo de bacteria benéfica de las heces de conespecíficos después de eclosionar.[32]
- Abejas trabajadoras de El Cabo (Apis mellifera capensis) 'socialmente encapsulan' el escarabajo pequeño y parasítico de las colmenas (Aethina tumida).[33] A. tumida se alimenta de las crías, polen y miel, sin embargo por su exoesqueleto robusto como armadura y su hábito de permanecer quieto en pequeños hoyos (con su cabeza metida en una posición como de tortuga en su protórax), las abejas trabajadoras encuentran algo difícil el decapitarlas y matarlas.[33] En cambio, las abejas trabajadoras sellan el pequeño hoyo del escarabajo usando 'pegamento de abejas' (propóleos).[33] La construcción de las 'prisiones de propóleo' por las abejas trabajadoras toma de 1 a 4 días pero son acompañadas por otras trabajadoras que cuidan el pequeño escondite del escarabajo para que no escape. Se ha observado que las abejas vigilantes se quedan en su puesto día y noche por 57 días y atacan el escondite si los escarabajos tratan de escapar.[33] Pequeños escarabajos dentro de una colonia de abejas.

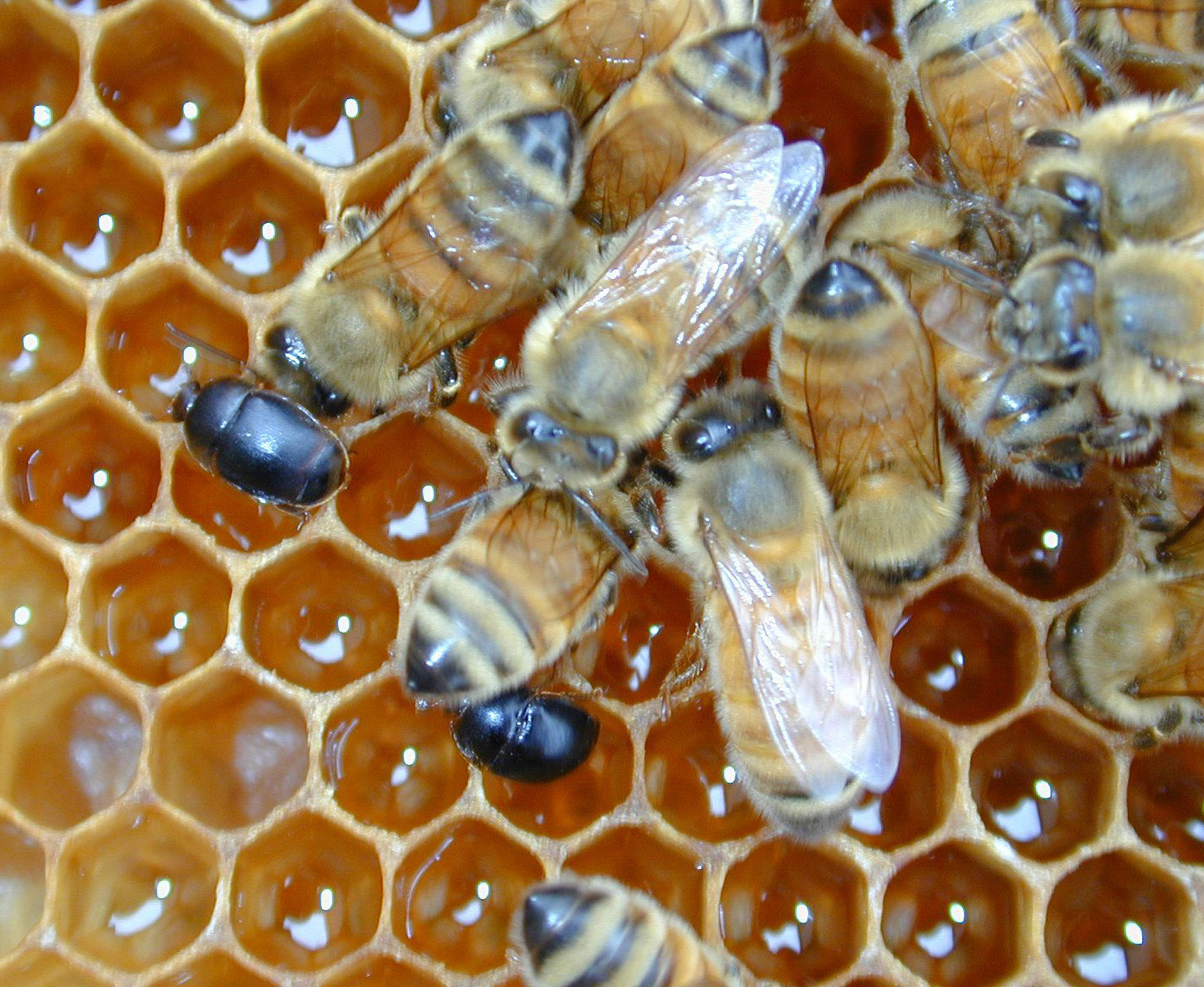
Pequeños escarabajos dentro de una colonia de abejas.

Algunos insectos no eusociales también desinfectan sus nidos: la cucaracha de madera (Cryptocercus punctulatus) comúnmente defeca en el nido (esta especie anida en madera en estado de descomposición, lo cual comúnmente tiene una densidad alta de microbios), y se ha encontrado que sus heces tienen actividad antimicótica contra M. anisopliae, posiblemente mediada por microbios. Las galerías construidas en los abetos por escarabajos del abeto (Dendroctonus rufipennis) están en riesgo por múltiples tipos de hongos que reducen la adaptabilidad del escarabajo. Tras la invasión de los hongos, escarabajos adultos empiezan a secretar de manera oral y el análisis de estas secreciones ha revelado que contiene bacterias con actividad antimicótica; gránulos fecales son usados para poner en cuarentena secciones infectadas por hongos de la galería. Una estrategia de manejo de deshechos existe en algunos grupos de especies subsociales, como el grillo De Geer (Anurogryllus muticus). De 5 a 10 minutos después de defecar y regresar a sus huevos, las hembras A. muticus regresan a sus gránulos fecales y los eliminan de la cámara — ninguna otra cosa se elimina de la cámara. Tras descubrir un cadáver, los padres subsociales N. vespilloides regulan la actividad antimicrobiana de sus exudados y los esparcen sobre el cadáver - así desinfectando la fuente de la que sus crías comerán más adelante.

#### Inhibición de las transmisiones intragrupales
Si un parásito ha entrado en el nido y se ha establecido, los grupos ahora deben montar defensas que inhiban la propagación de parásitos de los miembros infectados a los que no lo están. El riesgo de una infección para un individuo no infectado es dependiente de tres factores: su susceptibilidad al parásito, tasa de contacto entre los individuos infectados con los no infectados y la habilidad ineficaz (virulencia) del parásito. En insectos eusociales, las defensas incluyen: 
- El acicalado social, en donde los individuos acicalan otros cuerpos conespecíficos, es un mecanismo extremadamente común de la inmunidad social en los insectos eusociales.[2] Cuando las hormigas se acicalan, se frotan las patas y se lamen las unas a las otras hasta que estén limpias; cualquier parásito encontrado en las citículas se almacenan en una cavidad especial en el tracto digestivo superior (la cavidad infrabucal, que se encuentra en la superficie ventral de la cavidad bucal) - esto previene la ingestión del parásito por el acicalador.[38] Los contenidos de la cavidad infrabucal son eliminados por la actividad de la quitinasa producida por las secreciones de la glándula labial antes de ser expulsados como gránulos con debris a las pilas de rechazo dentro o fuera del nido.[2][38][39][40] Tras exponerse a M. anisopliae, la tasa de acicalación propia de la termita Z. angusticollis se mantienen constantes mientras el acicalado social incrementa hasta un factor de 53; el acicalado en este caso no solo elimina esporas micóticas ya que la aplicación de la saliva puede reducir la viabilidad de las esporas, de manera similar a la actividad antibacteriana de la saliva proveniente de las larvas de la avispa Vespula.[41][42] Algunas abejas trabajadoras se especializan en el acicalado continuo.[43]
- Las estrategias de inhibición a nivel colonia pueden crear 'inmunidad organizacional'. Por ejemplo, los insectos trabajadores que son sociales tienden a trabajar inicialmente en el centro del nido, cuidando a las crías, y a medida que crecen se adaptan a más y más a la periferia, ej. el forrajeo.[44] Esta compartimentación, llamado polietismo centrífugo, significa que los trabajadores de la misma edad interactúan principalmente con otros de la misma edad, los cuales están desarrollando el mismo cargo en el mismo compartimento espacial: así si una nueva enfermedad surge que es transmitida por un contacto físico entre trabajadores, este es limitado a una sección de la colonia.[2] La reestructuración de especies de las colonias de las abejas del oeste (Apis melifera) privilegia a los individuos jóvenes- cuando las colonias son afectadas por enfermedades que tienen un periodo de infección corto (el periodo de tiempo en el que los individuos infectados pueden transmitir la enfermedad a individuos susceptibles), es confinado solamente a los individuos mayores que están cerca del exterior.[45] En el abejorro común del oeste (Bombus impatiens), los trabajadores que alimentan a las larvas tienen mantenerse cerca del centro del nido incluso cuando no están haciendo esta actividad, y lo inverso aplica para los trabajadores que forrajean; del 11-13% de los trabajadores se mantienen en zonas pequeñas a una particular distancia del centro del nido a lo largo de su vida.[46] La distribución demográfica de una colonia puede ser utilizada para propósitos antiparasitarios: investigaciones de la especie Z. angusticollis han mostrado que no solamente hay diferencias en la susceptibilidad parasitaria entre estadios sino que la constitución demográfica de un grupo afecta significativamente la sobrevivencia (grupos de edades mezclados son mejores que grupos de una sola edad).[47] El efecto del estructuramiento colonial en las dinámicas de las enfermedades y la inmunidad social también ha sido analizada teóricamente usando modelos matemáticos.[48][49]

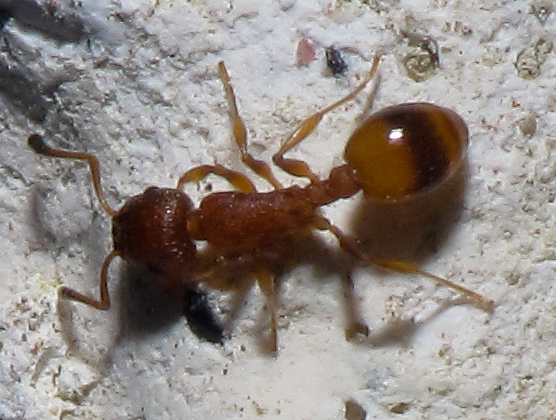
Hormigas trabajadoras Temnothorax unifasciatus moribundas voluntariamente se excluyen de la colonia y mueren en soledad.

- La exclusión social de individuos infectados puede prevenir la transmisión intragrupal. Cuando las termitas de madera mojada  (Z. angusticollis) tienen contacto con densidades altas de esporas micóticas entomopatógenas, ellas realizan un modo vibratorio de cuerpo entero que induce al escape de otros que no están en contacto directo con las esporas, incrementando su distancia del individuo infectado.[50] La termita del este subterránea (R. flavipes) cuando se infecta con el mismo hongo causa la alarma vibratoria; después las termitas se acumulan alrededor de las termitas infectadas y la encierran, previniendo así que se mueva a otras áreas de la colonia; a veces la muerden o lamen antes de que la entierren.[51] Las hormigas Temnothorax unifasciatus que están muriendo de infección micótica, envenenamiento por dióxido de carbono o de manera natural (de causa desconocida en las colonias que no han sido manipuladas experimentalmente) permanentemente dejan el nido de una a 50 horas antes de su muerte, dejando de manera altruista todas las interacciones sociales con sus compañeros de nido y muriendo solas lejos de la colonia.[21] Algunas trabajadoras Apis meliffera son 'especialistas de la higiene'— ellas detectan células en la colonia que contienen alguna enfermedad o una cría muerta, deshacen estas células y las eliminan de los contenedores de células.[52]
- La homogeneidad genética de las colonias de insectos los hacen teóricamente susceptibles a una infección en masa; la similitud alta en el genoma de cada miembro de un grupo significa que cada uno es susceptible (y resistente) a los mismos parásitos,[2] mientras la manipulación experimental ha demostrado que las colonias genéticamente heterogéneas de B. terrestris tiene niveles bajos de una infección parasítica que las colonias homogéneas.[53] Para incrementar la diversidad genética, las colonias pueden incrementar el número de reinas y/o incrementar el número de parejas para el apareamiento que una reina tiene—[2] se piensa que estos beneficios inmunes sociales pueden explicar la costosa poliandria encontrada en las colonias sociales de insectos.[53][54]  Los himenópteros sociales también tienen tasas altas de recombinación meiótica cuando se comparan contra un rango amplio de la taxa alta de eucariotes que incrementa la diversidad genética.[55] Un trabajo empírico y teórico constante busca tentar el número de escenarios en el que estos beneficios inmunes de la genética heterogénea pueden ser negados debido a los costos concomitantes, ej. el incremento intra-colonial y/o susceptibilidad a los números en alza de los parásitos que vienen con una diversidad genética incrementada.[56]
- Para combatir los parásitos sensibles al calor, los miembros de un grupo pueden elevar su temperatura colectivamente— esta defensa se conoce como fiebre social y hasta ahora solo se ha encontrado en abejas (Apis):[1] tras el desafío por la cría caliza (Ascosphaera apis), las trabajadoras incrementan la temperatura del nido para prevenir— es desconocido si la pauta para la acción se debe a que la larva comunica su infección a las trabajadoras o si las trabajadoras detectan al parásito antes del desarrollo de síntomas.[57]

El acicalado social existe en insectos presociales— la tijereta Europea (Forficula auricularia) acicala sus huevos para prevenir el crecimiento del moho y las ninfas de cucaracha de madera (Cryptocercus) pasan hasta un quinto de su tiempo acicalando a los adultos (las ninfas también acicalan a otras ninfas pero a una frecuencia menor, sin embargo, el acicalado social no es visto en adultos)— pero el rol total de la defensa parasitaria en el comportamiento del acicalado social de la taxa presocial está sin resolver.
El abandonar el nido es el último recurso para una colonia infectada cuando las defensas que se han mencionado antes no han sido efectivas— los individuos infectados pueden dejarse en un nido viejo o pueden ser expulsados del grupo mientras la colonia viaja a un nuevo nido.

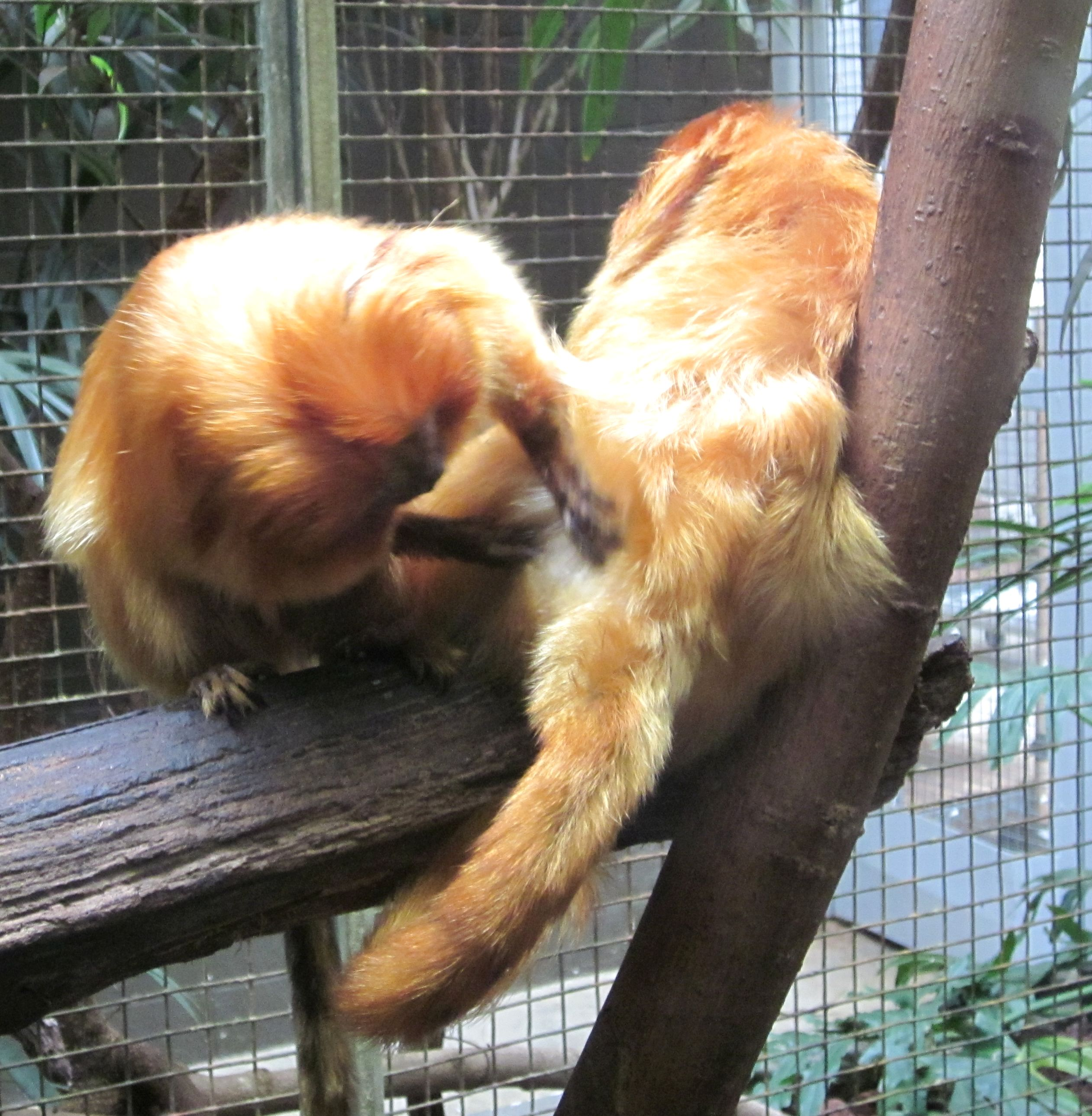
Acicalado social en el tamarino león dorado (Leontopithecus rosalia).

### Otra taxa
Mientras la mayoría de los estudios de la inmunidad social tienen un enfoca hacia los insectos eusociales, los sistemas de inmunidad social se han observado a través de un rango amplio en los grupos taxonómicos. El acicalado social se encuentra en muchos animales - por ejemplo los primates frecuentemente acicalan a otros, un comportamiento que probablemente evolucionó por su función higiénica pero ahora se opta por su rol adicional en el acto de socializar. El acicalamiento social es común en el muerciélago vampiro(Desmodus rotundus)  es asociado con la regurgitación de la comida y puede permitir que otros murciélagos indentifiquen cuales son los individuos que son capaces de suplirlos con comida;  el comportamiento del acicalamiento social de los caballos y pájaros fue objetivo de la investigación por igual. Un rango de simbiosis de limpieza también existe entre muchas especies diferentes, especialmente en peces con sus estaciones de limpieza. El herrerillo común (Parus caeruleus) de manera profiláctica alinean su nido con plantas aromáticas (como Achillea ligustica, Helichrysum italicum and Lavandula stoechas) para protegerse de los mosquitos y otros insectos que chupan sangre.
Después de la definición grande de inmunidad social por Cotter y Kilner, ejemplos numerosos de comportamientos de inmunidad social en la familia pueden mencionarse: las ranas túngara (Engystomops pustulosus) crean 'nidos de espuma' durante la crianza en la que la embriogénesis ocurre; estos nidos de espuma están impregnados con proteínas ranaspumin que proveen defensa en contra del ataque microbiano y actúan como detergente. El espinocho (Gasterosteus aculeatus), el pez Zosterisessor ophiocephalus, el pez Etheostoma crossopterum y dos especies de blennioidei también usan estrategias químicas para defender sus huevos de los microbios. Intrigadamente, se ha encontrado que los propios microbios tienen sistemas de inmunidad social: cuando una población de Staphylococcus aureus se infectan con gentamicina, algunos individuos (llamadas pequeñas colonias variantes) empiezan a respirar de manera anaerobia, bajando el pH del ambiente y así confiriendo resistencia al antibiótico para los demás individuos - incluyendo los individuos S. aureus que no cambian de fenotipo. Una analogía puede mencionarse en este contexto con la fiere social de las abejas antes descrita: un subconjunto de individuos en una población cambian su comportamiento y haciendo esto proveen resistencia a la población.

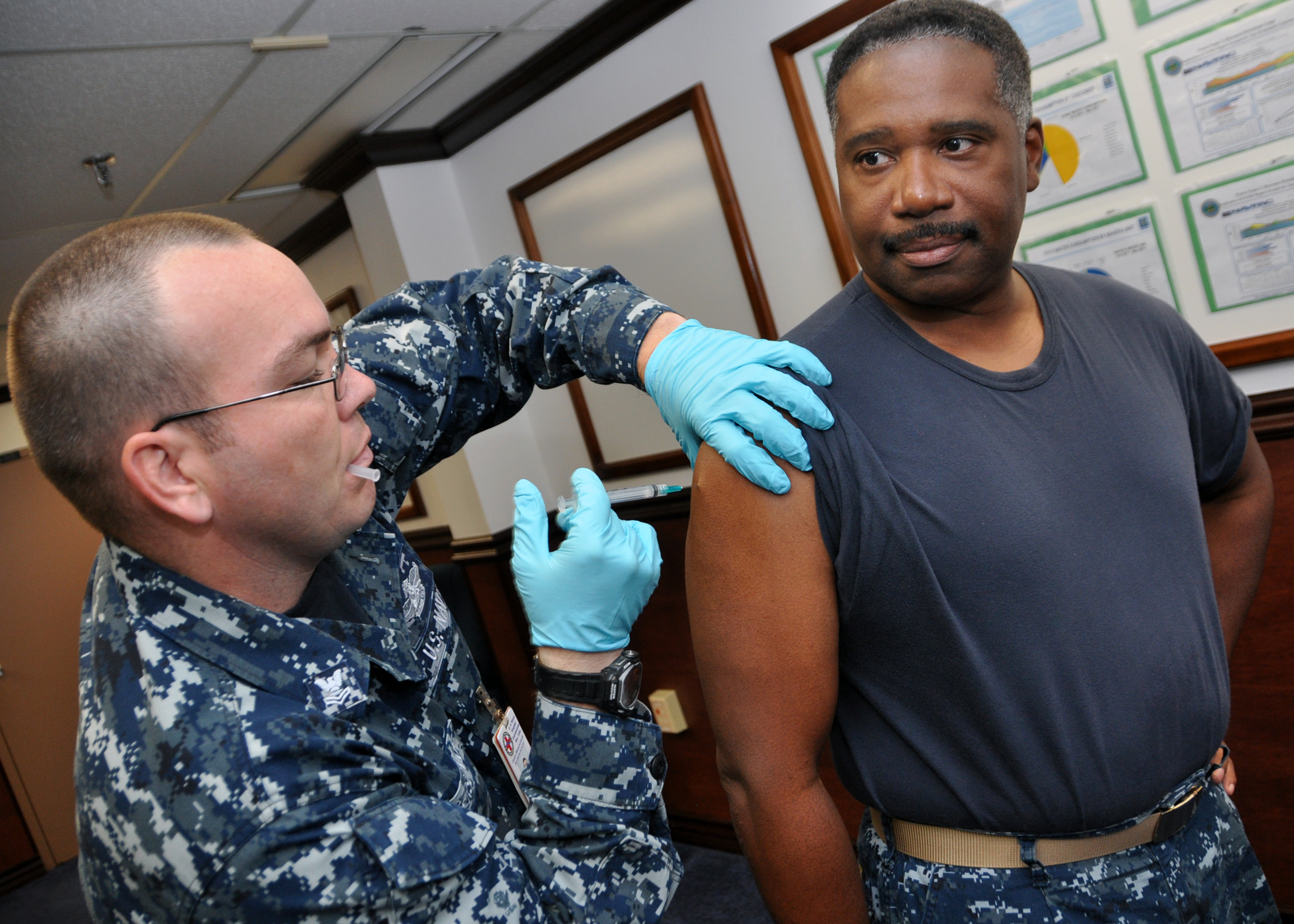
Según el concepto de Richard Dawkins' del fenotipo extendido, las actividades para el cuidado de la salud humana, como la vacunación (vista en esta foto) podrían verse como un tipo de inmunidad social.

Usando el concepto de Richard Dawkins del fenotipo extendido, el sistema de salud desarrollado por los humanos podría verse como inmunidad social. 

## Especies en estudio
La mayoría de los estudios en la inmunidad social son llevados a cabo en insectos eusociales, ej. el trabajo de Sylvia Cremer usa hormigas como un organismo modelo mientras Rebeca Rosengaus (Northeastern University) trabaja con termitas. Fuera de los insectos eusociales, un modelo emergente es el del escarabajo enterrador Nicrophorus vespilloides y es discutido en la siguiente sección como ejemplo del estudio de la inmunidad social.

### Nicrophorus vespilloides

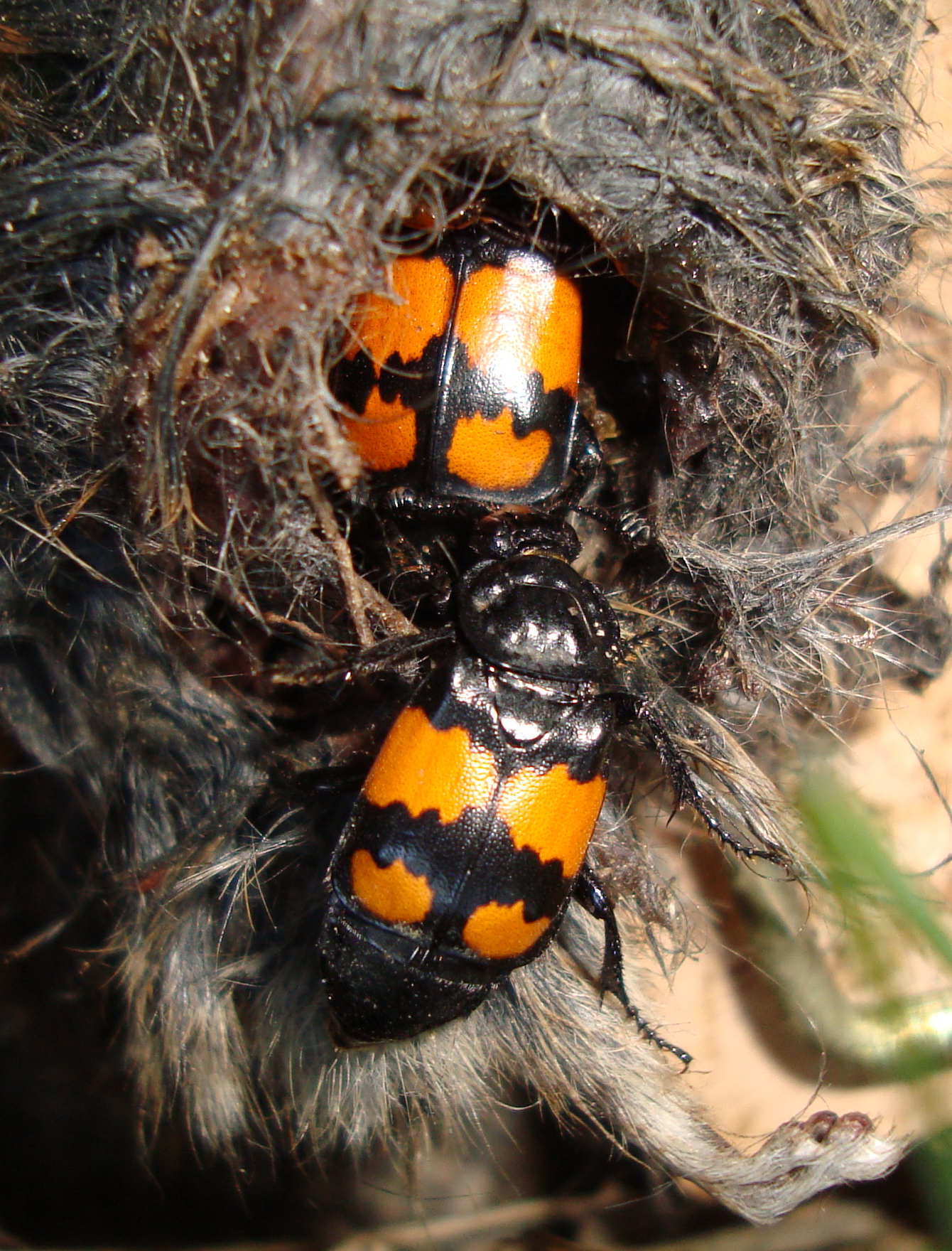
Dos N. vespilloides preparando un cadáver.

Ya es un organismo modelo en la ecología evolutiva debido a su cuidado parental extensivo, los escarabajos enterrador como N. vespilloides cazan pequeños cadáveres vertebrados que después entierran antes de prepararlo como recurso para criar a sus larvas - estos cadáveres son escasos y efímeros y aun así son necesarios para el éxito reproductivo del escarabajo enterrador. Los cadáveres son recursos de alta demanda con el desafío de que otros escarabajos enterrador u otras especies excavadoras los ganen, así como los degradadores microbianos. Cadáveres más viejos tienen una carga microbiana más alta y así tienen una menor cualidad de recursos para la crianza: las larvas criadas en los cadáveres son más pequeñas y con un estado nutricional menor - en la etapa adulta estos escarabajos son más pequeños, lo que en la especie  N. vespilloides reduce la adaptabilidad. Daniel Rozen et al. demostraron en el 2008 que N. vespilloides escogen por preferencia cadáveres nuevos (los cuales tienden a tener una carga menor de microbios) sobre los cadáveres viejos, y si no es posible adquirir uno de los cadáveres de buena cualidad que se usan para el cuidado parental en la pre y posteclosión para reducir el desafío puesto en los microbios. Sheena Cotter y Rebecca Kilner demostraron que parte de este cuidado parental antimicrobiano involucrando a los padres esparciendo el cadáver con exudados anales antibacteriales: su trabajo en el 2009 demostró que cuando estos escarabajos encuentran un cadáver ellos regulan la actividad antibacterial de sus exudados alterando de manera activa su composición (incrementa la actividad parecida a la de un lisosoma, y la actividad de la polifenol oxidasa disminuye), y los aspectos específicos de los sistemas inmunes difieren entre sexos: los exudados de las hembras tienen una mayor actividad antibacterial que la de los machos; los machos viudos incrementan su actividad antibacterial de su exudado mientras se ha visto una reducción en las hembras viudas.
Cotter et al. mostraron la sintuosidad de esta respuesta de inmunidad social - al proveer hembras con cadáveres infestados de microbios, encontraron que la regulación de la actividad antibacterial que continuó con una disminución del 16% en la producción reproductiva. Esta reducción en la adaptabilidad, debido al incremento en la mortalidad y en la fecundidad, explica por qué la actividad antibacterial del exudado solo se induce y no se presenta de manera constitutiva. Un trabajo reveló cómo un trade-off existió entre la inversión contra la inversión en la inmunidad social, ej. tras una herida, N. vespilloides  regula su respuesta personal inmune mientras concomitantemente reduce su respuesta inmune personal. Recientemente, el Grupo Kilner en el departamento de zoología de la Universidad de Cambridge identificó un gen asociado con la inmunidad social en N. vespilloides: la tasa de expresión de Lys6, un lisosoma, incrementa 1409 veces cuando están en estado de crianza, y va desde el lugar 5967 del transcripto más abundante en el transcriptoma del tejido intestinal al lugar 14; también se demostró que la tasa de expresión de Lys6 covarían con la actividad antibacterial del exudado. El esfuerzo de inmunidad social tiene su cumbre durante la edad media, contrastando con el incremento del esfuerzo en la inmunidad personal o son mantenidos con la edad en la crianza de escarabajos enterrador.
El exudado de las mismas larvas también contiene sustancias antibacteriales, con la actividad en su punto cumbre al eclosionar y declinar al crecer la larva - eliminando los resultados parentales en una regulación de esfuerzo antibacterial, posiblemente debido a la necesidad de invertir energía en otros labores más importantes que surgen debido a la ausencia parental.

## Evolución

### Comparación con la inmunidad personal
Muchos investigadores han notado marcas paralelas entre los sistemas inmunes más familiares de un organismo (ej. los linfocitos T y B) y el sistema social inmune descrito anteriormente, y es generalmente apreciado entre inmunólogos ecológicos que los trabajos comparativos rigurosos entre estos dos sistemas incrementarán el entendimiento de la evolución de la inmunidad social.  Mientras el mecanismo fisiológico específico por el cual la inmunidad es producido difiere fuertemente entre el individuo y la sociedad, se piensa que en un nivel 'fenomenológico' los principios de una amenaza parasitaria y su respuesta son similares: los parásitos deben detectar rápidamente, las respuestas deben diferir dependiendo del parásito en cuestión, la propagación de la infección debe estar limitada y compuestos diferentes del individuo/sociedad deben otorgar diferentes niveles de protección dependiendo de su contribución relativa a la adaptabilidad. Cremer fue la primera en hacer esto sistemáticamente, y repartió el fenómeno inmunológico en 3 categorías: defensa de barrera (evitar el consumo), defensa soma (evita el establecimiento en componentes no reproductivos de un individuo/sociedad) y la defensa de la línea germinal (evita la infección de los componentes reproductivos en un individuo/sociedad). Ejemplos análogos de la publicación de Cremer son mencionados a continuación:    
- Defensa de barrera:     
  - Trombosis en las vénulas heridas de un individuo puede compararse con el comportamiento de entrada-conexión de las hormigas trabajadoras en respuesta a un ataque parasitario.
  - El sistema circulatorio de un individuo puede compararse con la distribución de nutrientes en colonias sociales de insectos, cuando unos pocos buscan y los distribuyen en el nido.
  - El acicalamiento personal de los gatos y perros puede compararse con el acicalamiento social.
- Defensa soma:    
  - Los granulomas se forman para contener enfermedades que los sistemas inmunes individuales batallan por eliminar; esto puede ser comparado con la encapsulación social vista contra los pequeños ecarabajos en colmenas.
  - La apoptosis en respuesta a la enfermedad puede compararse con la muerte de los trabajadores infectados o el suicidio forzado en Temnothorax.
- Defensa de la línea germinal:
  - La protección especial otorgado a los órganos (ej. las barreras sangre-ovarios/sangre-testículos, incrementó el número de células inmunes relativas a los órganos no reproductivos) pueden compararse con la cámara real encontrada en insectos sociales, donde debido al polietismo centrífugo la reina, y a veces el rey, son cuidados por trabajadores jóvenes que se han quedado dentro del nido su vida entera y así tienen una probabilidad baja de la infección parasitaria.

Otras similitudes incluyen la memoria inmunológica del sistema inmune adaptativo en vertebrados y la observación que una memoria colectiva similar (operando con un mecanismoo que aún se debe explicar) ocurren en algunas sociedades de insectos, ej, individuos de Z. angusticollis sobreviven infecciones de M. anisopliae de manera más significativa cuando han estado en contacto con un conespecífico previamente infectados, una 'transferencia social de la inmunidad' o una 'vacuna social'. El rechazo de trasplantes causados por complejos mayores de histocompatibilidad es pensado frecuentemente que es un producto secundario que no tiene una función evolutiva, sin embargo Cremer cita casos (como la estrella colonial ascidia (Botryllus schlosseri)) cuando el reconocimiento de células ajenas pudo haber evolucionado de la adaptación - si fue así, entonces esto podría ser análogo a los sistemas de reconocimiento propio en insectos sociales que previenen el parasitismo sanguíneo y los comportamientos de las políticas de trabajadores que reprimen 'tumores sociales'. Células inmunes específicas en animales 'supervisan' tejidos buscando a los parásitos, como lo hacen los individuos de la casta trabajadora en las colonias.
Cotter y Kilner argumentan que no solo la inmunidad social es un concepto útil para usarlo cuando se estudian las transiciones mayores en la evolución, sino que el origen del sistema inmune puede ser considerada una transición mayor por sí misma.

### Rol en la evolución de los grupos
La transición de vivir solitariamente a vivir en grupo (identificado por John Maynard Smith como una de las siete transiciones más grandes en la historia evolutiva) trajo consigo muchos beneficios de salud (incrementando la vigilancia anti depredadores, buscando beneficios, etc.) y la oportunidad de explotar un arreglo de nuevos nichos ecológicos, pero vivir en grupo también tiene sus desventajas. Numerosos estudios han demostrado un incremento en la carga parasitaria transmitida por el contacto cuando el tamaño de un grupo incrementa,  y así esa investigación se ha hecho en el rol de la inmunidad social en la evolución de una vida reciente en grupo. Existe evidencia empírica, tanto de estudios comparativos interespecíficos e intraespecíficos, que dicen que un aumento en la densidad poblacional lleva a un incremento en el esfuerzo inmune personal (profilaxis dependiente de la densidad). Sin embargo, hay buena evidencia de que la evolución de la inmunidad social produce un trade-off entre las respuestas inmunes personaes contra el esfuerzo en las respuestas inmunes sociales - estudios fisiológicos y genómicos han mostrado que las condiciones sociales pueden conducir a una reducción en el esfuerzo inmune personal. La inmunidad personal en la olaga de langostas Australianas (Chortoicetes terminifera) disminuye tras un incremento en la densidad poblacional y aumenta cuando es asilada artificialmente. Estudios genómicos revelan que la solitaria e infectada S. gregaria expresa más genes involucrados con la inmunidad que los individuos infectados en fase gregaria, los trabajadores de Bombus terrestris también regulan sus genes relacionados con la inmunidad cuando son aislados experimentalmente y hay tres veces más familias de insectos con genes relacionados con la inmunidad en solitario que en abejas eusociales.
Joël Meunier (Universidad de Maguncia) argumentó que las dos relaciones aparentemente contradictorias entre el esfuerzo inmune personal y la densidad poblacional fueron una función de dos suposiciones implícitas en la predicción que debe de haber una correlación negativa entre el esfuerzo inmune personal y la vida en grupo:
1. "Vivir en grupo siempre se asoció con la expresión de inmunidad social" - esto es falso; las termitas trabajadoras (Z. angusticollis)  no discriminan entre conespecíficos infectados o desinfectados, las colonias de hormigas faraón (Monomorium pharaonis) escogieron moverse en el nido infectado en lugar de los desinfectados y la reina de las hormigas de madera (Formica paralugubris) no se repelan si no son atraídas a los hábitats contaminados con hongos entamopatógenos.[1]
2. "Las respuestas inmunes sociales son costosas para los que las producen" - solo en ciertas especies, Nicrophorus vespilloides, tuvo esta suposición examinada[1] - un desafío bacterial a la fuente de larvas condujo a la respuesta inmune social de la madre, y esta respuesta condujo a una reducción en el éxito reproductivo. (es decir hubo un costo).[66]

Mientras se aconseja que estudios futuros en diferentes taxas eusociales y no eusociales sean requeridas para evaluar mejor la validez de estas suposiciones, Meunier nota que la existencia de un trade-off entre la inmunidad social y personal podría ser cubierta o erróneamente 'descubierta' en una población/especie debido a una variación individual (ej. individuos de baja calidad podrían no ser capaces de satisfacer una alta inversión en ambos sistemas inmunes), y así se recomienda que la calidad intrínseca de los individuos debería ser controlada si se harán conclusiones válidas.
Para evaluar los que los conocimientos actuales de los sistemas inmunes sociales sugieren acerca de si la inmunidad social era un producto secundario o el encargado de una compleja vida en grupo, Meunier delineó 30 mecanismos diferentes de la inmunidad social encontrados en los insectos eusociales y buscó sus contrapartes a estos insectos presociales y solitarios. Apoyando la hipótesis de que la inmunidad social era el encargado y no un producto secundario de una compleja vida en grupo, 10 mecanismos tuvieron sus contrapartes en insectos presociales y 4 especies solitarias (aunque esto no implica que algunos mecanismos puedan evolucionar como un producto secundario). Evidencia de que los mecanismos de inmunidad social son seleccionados normalmente son concedidos (ej. el acicalamiento social inhibe el establecimiento de ectoparásitos, pero también mejora la exactitud del reconocimiento del apareamiento en el nido debido al compartir y así la homogeneización de las señales químicas entre los miembros de un grupo), y la dificultad en el separar experimentalmente la salud directa de la indirecta, potenciada en la taxa eusocial en donde individuos estériles/ no reproductivos predominan. Más estudios en la taxa presocial permitirían análisis filéticos para recuperar el camino de la evolución que los diferentes mecanismos de la inmunidad social tomaron.

### Rol en la evolución de la poliandria
El origen de la poliandria en la naturaleza y su valor de adaptativo es un tema de constante controversia en la biología evolutiva, parcialmente debido a los numerosos costos que causa en las hembras - distribución energética y temporal adicional a la reproducción, aumenta el riesgo de depredadores, aumenta el riesgo de enfermedades de transmisión sexual e incrementa el riesgo de daño físico causado por la copulación/ coerción sexual - para los insectos eusociales, los efectos que la poliandria tiene en el coeficiente de relación de los miembros de la colonia es importante, al reducir la relación de los trabajadores limita el poder de selección para mantener comportamientos ultracooperativos los cuales son vitales para el éxito de una colonia. Una hipótesis para la evolución de la poliandria esquematiza, en la resistencia a las enfermedades, que el incremento de la diversidad genética supuestamente levanta a un grupo, y una evidencia desarrollándose de la taxa de insectos apoya esta hipótesis, esta se discutió anteriormente.